# Реактор B
Реактор В (англ. B Reactor) — перший великомасштабний ядерний реактор, з коли-небудь побудованих. Знаходиться на Хенфордському майданчику поблизу Ричленда (штат Вашингтон). Проєкт був ключовою частиною Мангеттенського проєкту, програми США з розробки ядерної зброї під час Другої світової війни. Його метою було перетворити природний (не ізотопно збагачений) металевий уран у плутоній-239 шляхом нейтронної активації, оскільки плутоній простіше хімічно відокремити від відпрацьованих паливних збірок для використання в ядерній зброї, ніж ізотопно збагатити уран до збройового матеріалу. Реактор В був заправлений металевим природним ураном, графітовим сповільнувачем і водяним охолодженням. З 19 серпня 2008 року він був визнаний національною історичною пам’яткою США, а в липні 2011 року Служба національних парків рекомендувала включити реактор B до Національного історичного парку Манхеттенського проєкту на честь Манхеттенського проєкту. Відвідувачі можуть здійснити екскурсію по реактору за попереднім записом.

## Проєктування та будівництво
Реактор був розроблений і виготовлений компанією DuPont de Nemours and Company на основі експериментальних проєктів, випробуваних Енріко Фермі в Чиказькому університеті, і випробувань графітового реактора X-10 в Національній лабораторії Оук-Ріджа. Розроблений в розрахунку для роботи на потужність 250 мегават (теплова).
Метою реактора було виведення плутонію з природного (ізотопно не збагаченого) металевого урану, оскільки збагачення урану було складним процесом, тоді як плутоній порівняно легко обробити хімічно. Завод зі збагачення урану Y12 вимагав 14 700 тонн срібла для калютронів збагачення, а також 22 000 співробітника і багато електроенергії. Більше ніж було потрібно більшості штатів на той час. Тоді як реактор B вимагав лише кількох десятків працівників і менше екзотичних матеріалів, які також були потрібні в набагато менших кількостях. Найбільша частина реактора становила 1200 тонн графіту, який використовувався як сповільнювач, і його енергоспоживання було значно меншим, вимагаючи лише достатньо електроенергії для роботи охолоджуючих насосів.
Реактор займав площу 14 на 12 метрів (близько 163 м2), 12 м висоти, та об’єм 2 020 м3. Сама активна зона реактора складалася з 11 метрового, графітового ящика розміром 8,5 на 11,0 метрів що займало об’єм 1 027,6 м3 і мало вагу 1,100 тонн. Горизонтально по всій довжині він був пронизаний 2004 алюмінієвими трубками, а вертикально — каналами для вертикальних запобіжних стрижнів.
Сердечник оточений тепловим екраном із чавуну 20 - 25 см товщиною і вагою 910 тонн. Мазоніт і сталеві пластини які охоплювали тепловий щит зверху та з боків, утворюючи біологічний щит для радіаційного захисту. Нижня частина теплового екрана підтримується на висоту 7 метрів. Бетонний майданчик, був викладений чавунними блоками. Композиція графіту була обрана для пом'якшення ядерної реакції, що підживлюється 180 тонн приблизно 25 мм уранових блоків діаметр 70 мм довжиною, закупорені в алюмінієві банки та завантажені в алюмінієві туби.
Реактор мав водяне охолодження, причому охолоджуюча вода подавалась із Хенфорд Річ річки Колумбія через алюмінієві труби навколо уранових блоків зі швидкістю 280,000 літрів за хвилину. Воду скидали у відстійники, а потім повертали в річку після того, як було дано час для розпаду радіоактивних матеріалів, осідання твердих частинок і води для охолодження, після чого її повертали назад в річку Колумбія. Воду, що повертали в річку, заборонено було підвищувати температуру більше ніж на 11 °F.

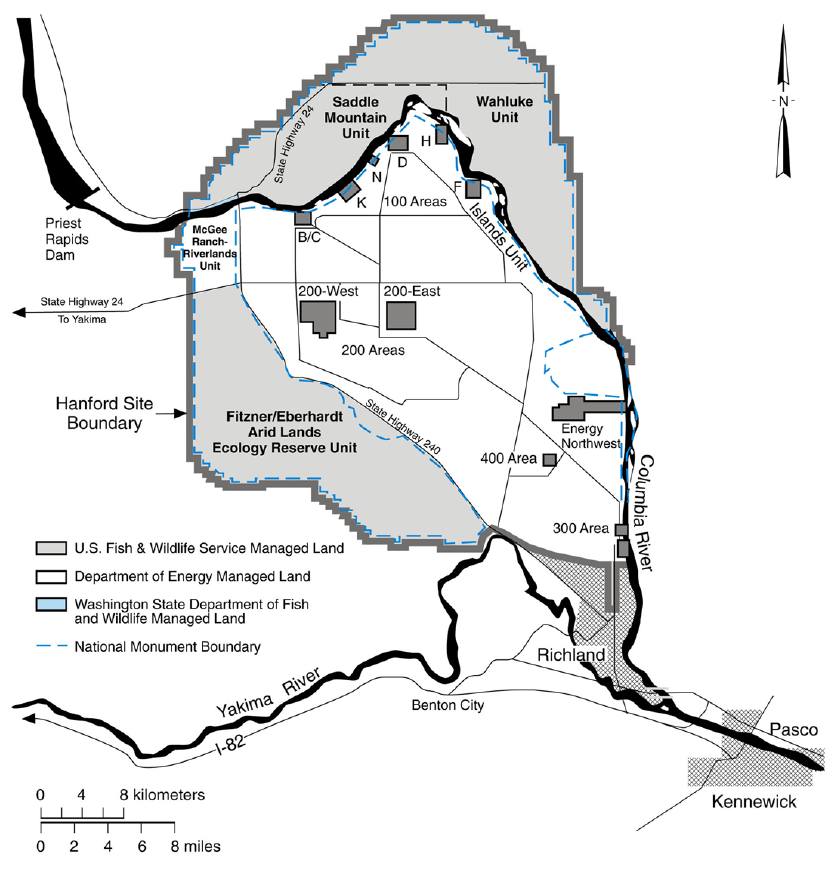
Карта об’єкта Хенфорд із розміщенням реактора B/C у верхньому лівому куті.

## Операція
У реакторі B відбулася перша ланцюгова ядерна реакція у вересні 1944 року, у реакторі D – у грудні 1944 року, а в реакторі F – у лютому 1945 року. Початкова операція була зупинена через проблему, визначену як поглинання нейтронів продуктом поділу Xe-135, вперше виявлену в дослідницькій статті Чіен-Шіунга Ву, якою поділився з Фермі. Її вдалося подолати збільшенням кількості зарядженого урану. Реактор виробляв плутоній-239 шляхом опромінення урану-238 нейтронами, утвореними в результаті ядерної реакції. Це був один із трьох реакторів – разом з реакторами D і F – побудовано близько шести миль (10 км) на південному березі річки Колумбія. Кожен реактор мав власні допоміжні споруди, які включали річкову насосну станцію, великі накопичувальні та відстійні басейни, фільтрувальну установку, великі моторні насоси для подачі води в забій, а також засоби для аварійного охолодження у разі відключення електроенергії.
Аварійна зупинка реактора, яка називається SCRAM, була досягнута шляхом швидкого повного введення вертикальних запобіжних стрижнів або, як резервний метод, впорскуванням борної води в реактор. У січні 1952 року система борованої води була замінена системою «Ball-3X», яка вводила нікельовані сталеві кульки з високим вмістом бору  в канали, зайняті вертикальними запобіжними стрижнями.
Плутоній для ядерної бомби, використаної під час випробування Триніті в Нью-Мексико, і бомби Товстуна, скинутої на Нагасакі, Японія, був створений у реакторі B. Реактор B пропрацював два десятиліття, і до нього приєдналися додаткові реактори, побудовані пізніше. Був остаточно закритий у лютому 1968 року.

## Поточний стан

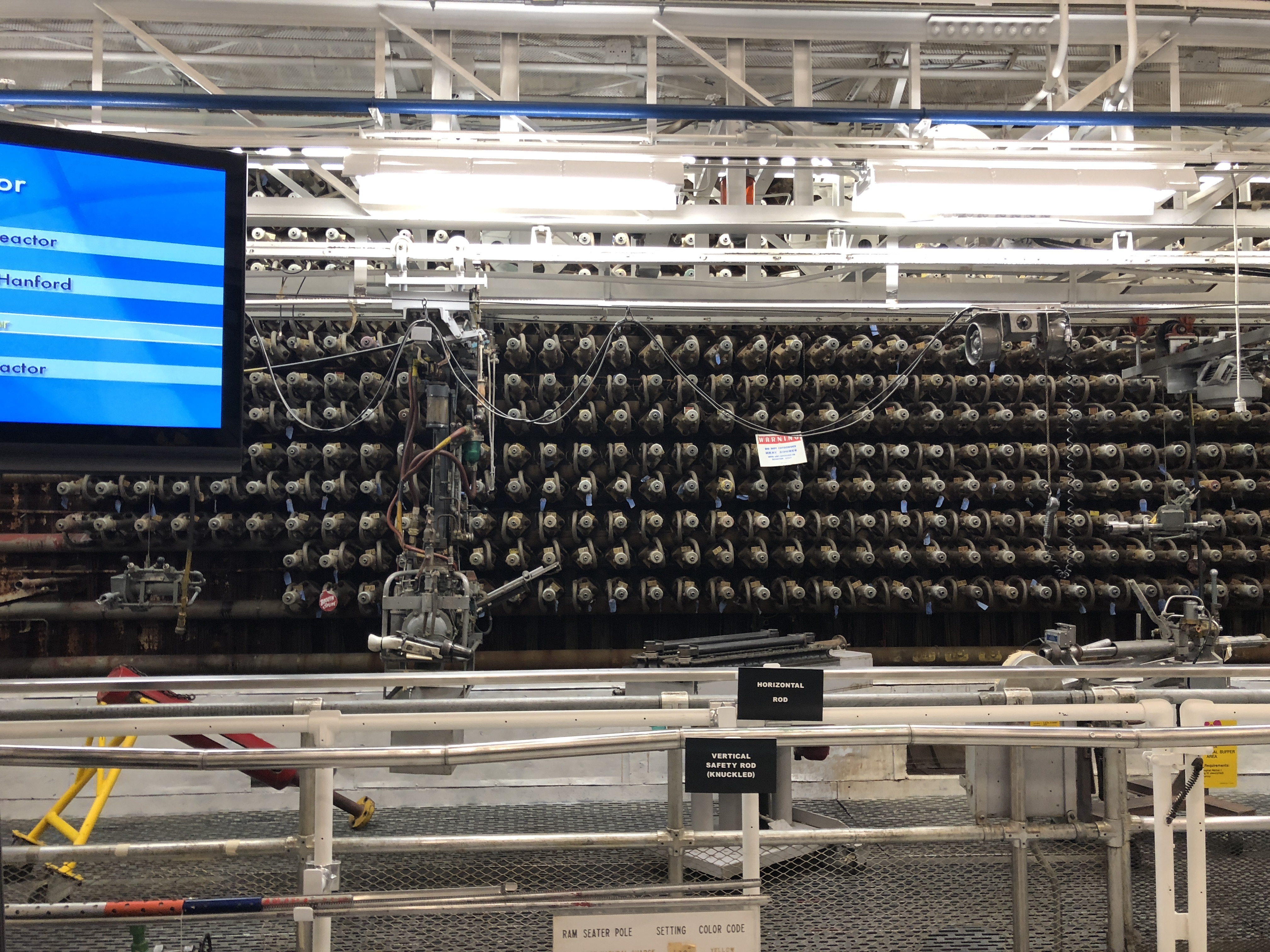
Труби та ліфт реактора Хенфорд B станом на 2018 рік

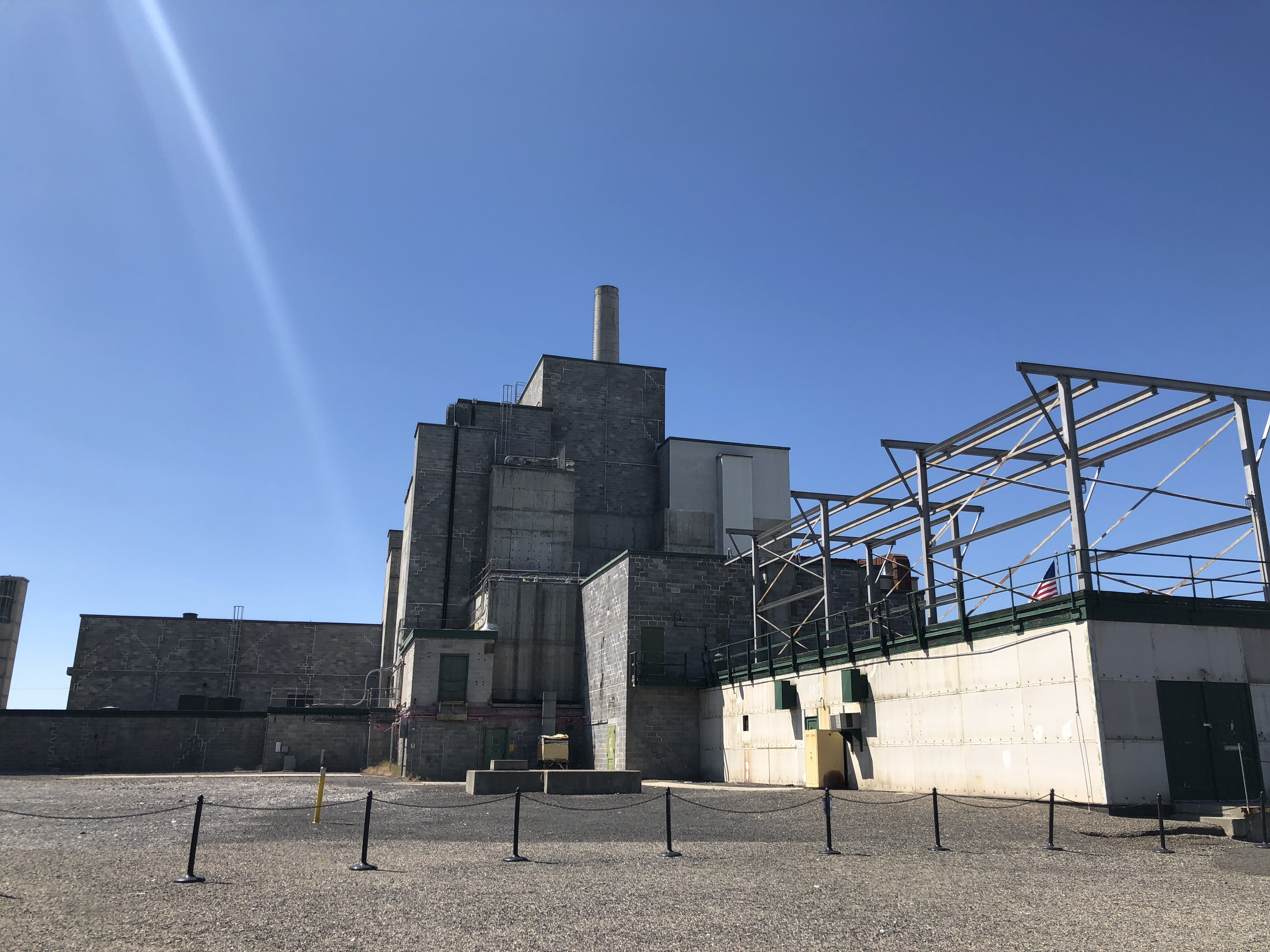
Зовнішній вигляд реактора Хенфорд B станом на 2018 рік

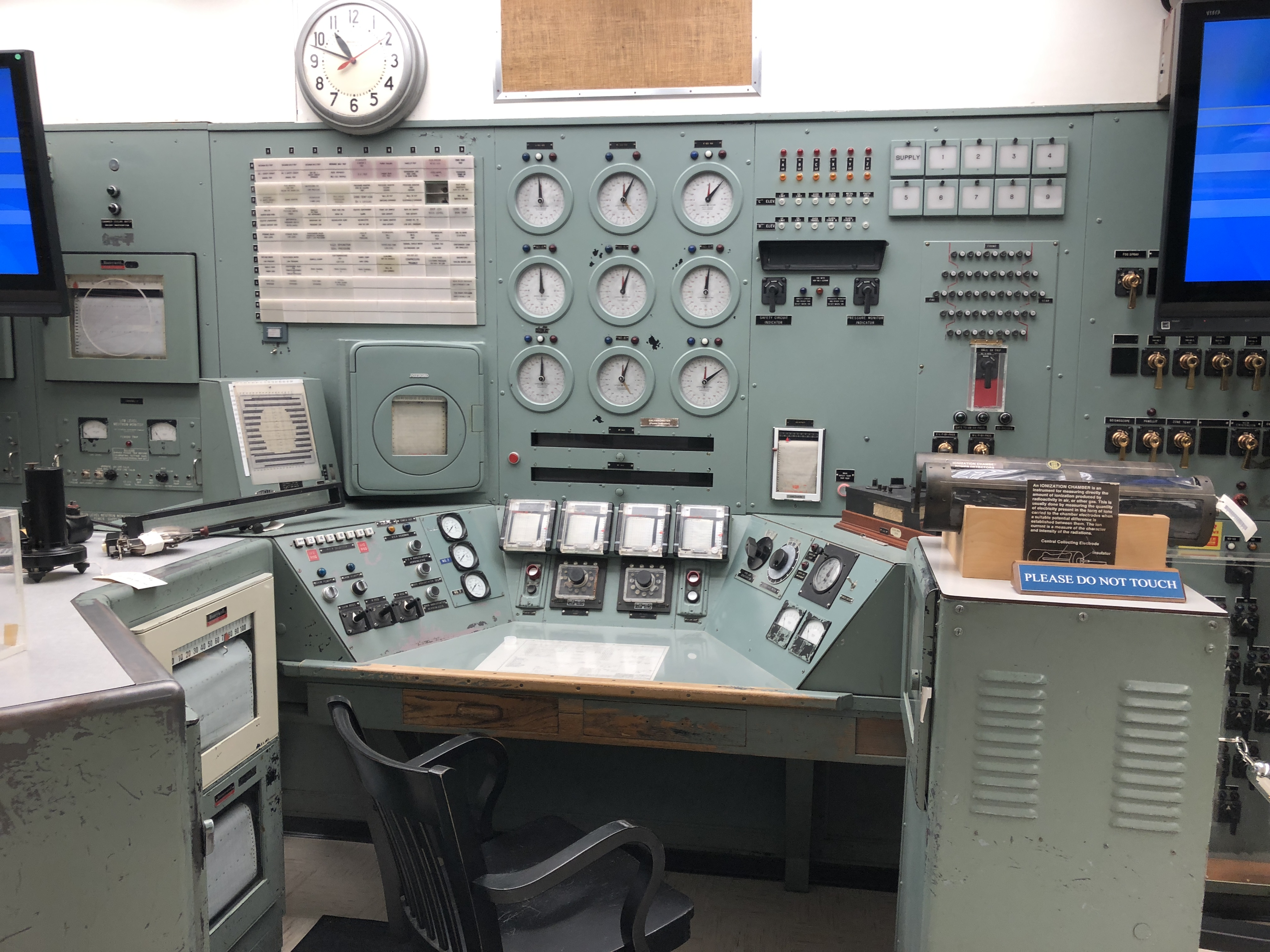
Станція керування реактором Хенфорд B станом на 2018 рік

Міністерство енергетики Сполучених Штатів керує територією з 1977 року і пропонує публічні екскурсії у встановлені дати навесні, влітку та восени року, а також спеціальні тури для офіційних осіб.
Станом на  2014 шість із дев’яти виробничих реакторів у Хенфорді вважалися такими, що перебувають у статусі «тимчасового безпечного зберігання», а ще два мали отримати подібний режим. Виняток становив реактор B, якому було надано особливий статус за його історичне значення.
У процесі, який називається коконуванням або захороненням, будівлі реактора зносяться до 4 фут-thick (1,2 м) бетонний щит навколо активної зони реактора . Будь-які отвори закриваються і будується новий дах.  Більшість допоміжних будівель на перших трьох реакторах також були знесені. Реактор C був введений в експлуатацію в 1952 році і був закритий в 1969 році  З 1998 року був у коконі  Реактор D працював з 1944 по червень 1967 року і був закритий у 2004 році. Реактор DR запрацював у жовтні 1950 року  та був закритий у 1964 році. Він був закоконований у 2002 році.  Реактор F був закритий у червні 1965 року та закритий у 2003 році  Реактор H почав працювати в жовтні 1949 року і був закритий у квітні 1965 року. Станом на 2005 рік був у коконі  Коконування N-Reactor, який діяв з 1963 по 1987 рік, було завершено станом на 14 червня 2012 року  Виведені з експлуатації реактори кожні п'ять років перевіряються Міністерством енергетики.
У грудні 2014 року прийнятий Закон про дозвіл на національну оборону (NDAA) 2015 року зробив реактор B частиною Національного історичного парку Манхеттенського проєкту, який також включає історичні місця в Оук-Рідж, Теннессі та Лос-Аламос, Нью-Мексико. Парк було офіційно створено Меморандумом про угоду від 10 листопада 2015 року, який підписали Служба національних парків і Міністерство енергетики. Розвиток музею в Хенфорді може включати реактор Б, склад Брюггемана, середню школу Хенфорда, насосну станцію та банк Уайт Блаффс.